# A tenisz története
A tenisz története a 12. századig nyúlik vissza. Ekkortól vannak feljegyzések a francia jeu de paume nevű játékról, amely a mai modern tenisz őse. Ebben a játékban még kézzel ütötték a labdát, amelynek anyaga is eltért a ma használatostól. Az Angliába átkerült játékban a 15. században már ütőt használtak, és itt alakítottak ki először megrajzolt pályákat, illetve építettek labdaházakat.
A tenisz mai, modern formája az 1800-as évek második felében alakult ki. Ekkor rendezték az első versenyeket: a ma is létező négy legnagyobb torna, a Grand Slam-tornáknak nevezett angol, francia, amerikai és ausztrál nemzetközi teniszbajnokság őseit. Ekkortól került kereskedelmi forgalomba egy hálót, ütőket és labdát, valamint a játékszabályokat tartalmazó csomag, amely nagyban hozzájárult az elterjedéséhez.
A 20. század elején a tenisz már világszerte elterjedt, sorra alakultak a nemzetközi szövetségek. Ennek hatására jött létre 1913-ban a nemzetközi teniszszövetség (International Lawn Tennis Federation), mai nevén Nemzetközi Teniszszövetség (ITF). 1968-ig csak külön versenyezhettek a profi és az amatőr teniszjátékosok, az ezt követő időszakot nevezzük „open era”nak, ekkortól tekinthetjük a sportot modernnek, s ekkor kezdődik meg a statisztikák, rekordok számontartása is.
1972-ben alakították meg a férfi játékosok a saját versenyeiket szervező és érdekképviseletüket ellátó szervezetet az ATP-t, és 1973-ban a nők is megalapították ugyanerre a célra a WTA-t. Ma már az év minden hetén több, különböző színvonalú egyéni nemzetközi verseny zajlik a világban. Az egyes nemzetek képviseletében vesznek részt a férfiak a Davis-kupa, a nők a Fed-kupa csapatversenyén, míg vegyes csapatok számára a Hopman-kupát rendezik meg. A legnevesebb teniszjátékosok emlékére teniszmúzeumot alapítottak, és emléküket a „Teniszhírességek csarnoka” (Hall of Fame) őrzi.

## A játék előzményei és létrejötte

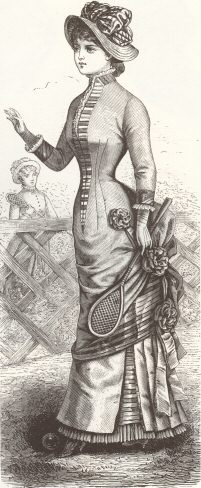
Így nézett ki egy teniszezőnő 1881-ben

A tenisz francia eredetű ütős labdajáték (jeu de paume) angolok által továbbfejlesztett változata. Az azincourt-i csatában (1415) Charles d’Orléans herceg angol fogságba esett. A Norfolk grófságban lévő Wingfieldben tartották fogva két évtizeden keresztül. Ez alatt az idő alatt a fogoly bevezette Angliában az ütőlabdajátékot, amit ő maga csaknem minden nap űzött. Az 1530-as években VIII. Henrik angol király egy teniszpályát építtetett palotájában, Hampton Courtban. Ez az eredeti pálya nem maradt fenn, de egy hasonló készült 1625-ben, amelyet a mai napig használnak. A források szerint a tenisz csaknem négy évszázaddal később, 1858 és 1870 között jött létre mai formájában.
1858-ban a sportkedvelő Harry Gem jogász létrehozott egy – a mai teniszpályákhoz hasonló – pályát saját birtokán. 1863 körül Walter Clopton Wingfield tiszt, a Wingfield várurak és az orléans-i herceg fogva tartójának, John Wingfieldnek egyenes ági leszármazottja szintén a tenisz egy fajtáját űzte londoni birtokán. 1869 körül Harry Gem barátjával, Augurio Pererával egy újfajta ütősjátékot játszottak, amit először pelotának, majd lawn tennisnek neveztek. 1872-ben két helyi orvossal, Frederic Haynesszel és Arthur Tomkinnal létrehozzák a világ első teniszklubját, Leamingtonban. Valószínűleg tehát – a legendával ellentétben – nem W. C. Wingfield, hanem Harry Gem találta fel a mai értelemben vett „modern teniszt”, viszont Wingfield hagyományozta az utókorra azzal, hogy 1874-ben „Sphairistike” (gör. ’labdajáték’) néven kereskedelmi forgalomba hozta. Az 5 guinea áron forgalomba hozott csomagban két hálótartó vas, a háló, két teniszütő, indiai gumiból készült labda, valamint a játékszabályok leírása volt. Wingfield spairistike-je (lawn tennis, royal tennis) a francia jeu de paume (angolul: real tennis) továbbfejlesztett változata, amit füvön játszottak. A kaucsuklabdát külön azért fejlesztették ki, hogy megfelelően pattanjon a füvön. Több tenisztörténész szerint Wingfield idejében ültették át a francia terminológia nagy részét is az angol nyelvbe.

### Az első tenisztornák
Az első tenisztornát valószínűleg M. William Appleton rendezte meg nahanti birtokán, 1876 augusztusában a tornát John Dwight nyerte. Ezek után következett az első wimbledoni tenisztorna 1877. július 9–16. között: ez tehát a legrégebbi, legnagyobb múltú, ma is létező tenisztorna. Az első tornán 22 férfi teniszező indult, és az angol W. Spencer Gore diadalmaskodott.
Franciaország, ahonnan a jeu de paume származott, csakhamar felismerte a wimbledoni tenisz szépségét, és behódolt. 1878-ban már meg is alakult Dinard-ban (Bretagne) az első francia teniszszövetség. Ebben az időben alakultak az első társaságok Ausztráliában is. Gyorsan nőtt az amatőr tenisztornák száma is: Írországban (1879), Franciaországban a mai Roland Garros elődje 1891-ben, az ausztrál kolóniákon, Melbourne-ben (az Ausztrál Opent 1905-ben rendezték meg először). Az Amerikai Egyesült Államokban, Newportban (Rhode Island) is létrejött egy amatőr torna 1881-ben: a mai US Open elődje. A tenisz az 1896-os első olimpiai játékokon is szerepelt.
A Magyar Országos Lawn Tenisz Szövetség 1907. áprilisban alakult meg, augusztusi első rendes közgyűlésén már 15 egyesület 40 pályával képviseltette magát. E közgyűlésen az egybegyűltek megválasztották az első vezetőséget: elnök Vécsey Miklós, alelnök dr. Szent Györgyi Imre, dr. Lisznyai Tihamér és Marsovszky Miklós, ügyvezető alelnök Schmid Ödön, titkár Kertész János, pénztárnok Takáts József lett. A szövetség neve a 35. évi rendes közgyűlésen hozott határozat alapján, 1942. március óta Magyar Tenisz Szövetség.
A tenisz tehát a viktoriánus korban keletkezett, és a szabályai is viktoriánusok voltak: a sportot csak a gazdag arisztokrácia gyakorolhatta, így nem volt szükség pénzre a fenntartásához, de nem is lehetett fizetett mesterség. Ez megmagyarázza azt is, miért voltak a hivatásos teniszezők sokáig eltiltva a nagy nemzetközi tenisztornáktól. Annál is inkább, mert a tenisz tekintélyei hatalmukat féltve, nem akartak tőlük független profi teniszezőket bevonni a sportba. A francia tenisztorna (innentől Internationaux de France de tennis vagy Roland Garros) volt az első, amelyik engedélyezte a hivatásos teniszezők részvételét, 1925-ben.
A „Grand Slam” kifejezést 1933-ban két újságíró használta először (John Kieran és Allison Danzig), amikor az ausztrál Jack Crawford megnyerte az ausztrál amatőr tornát, a Roland Garrost és Wimbledont, majd a Forest Hill-i amerikai bajnokságon döntőbe jutott. Ez a négy torna azért emelkedett ki a többi közül, mert egyedül a négy rendező ország diadalmaskodott a Davis-kupán, ami akkoriban a legnagyobb nemzetközi torna volt.
A Davis-kupát Dwight Davis alapította 1900-ban, először csak Nagy-Britannia és az USA részvételével. Később más országok is csatlakoztak, de 1973-ig egyedül Nagy-Britannia, az USA, Ausztrália és Franciaország csapata tudta megnyerni. Donald Budge volt az első teniszező, aki 1938-ban kimondottan a négy Davis-kupa-győztes ország tornáján akart győzelmet aratni (egyébként nem is indult volna Amerikában, mert nem szerette az ottani klímát): az első, aki megkísérelte megcsinálni a Grand Slamet, és akinek ez sikerült is. A nők közül ez a bravúr először 1953-ban Maureen Connollynak sikerült.

### Az első bajnokok

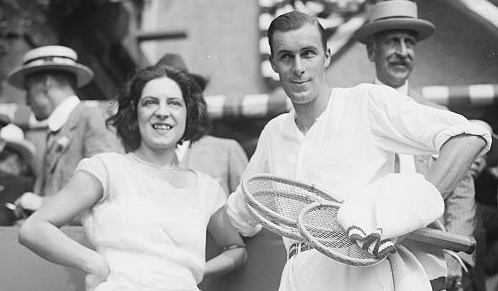
Az 1920-as évek nagymenői Suzanne Lenglen és Bill Tilden

Az amatőr és a profi játékosok között fennálló rivalizálás sokáig nem tette lehetővé, hogy megfelelő, objektív rangsort lehessen felállítani a teniszezők között. 1968-ig a hivatásos játékosok nem indulhattak azokon a tornákon, amelyeket a nemzetközi vagy a nemzeti teniszszövetségek rendeztek. Ennek ellenére volt néhány alkalom az összehasonlításra: Rod Laver például 1962-ben, egy ausztrál füves tornán játszott az év két legjobb profi teniszezőjével, Kenneth Robert Rosewall-lal és Lewis Alan Hoaddal: két meccset nyert meg, 19-et elvesztett. 1948-tól egyre nyilvánvalóbbá vált, hogy a világ legjobb teniszezői a profik között vannak. 1931 után az open era előtti kor összes nagy teniszezője profivá vált, és (Henri Cochet kivételével) mindegyikük ekkor érte el karrierje csúcspontját (Bill Tilden, Henri Cochet, Ellsworth Vines, Fred Perry, Donald Budge, Bobby Riggs, Jack Kramer, Pancho Segura, Pancho Gonzales, Frank Sedgman, Tony Trabert, Ken Rosewall, Lew Hoad és Rod Laver).

### Az open era kialakulása
1966-ban sikerült a hivatásos teniszezők támogatóinak és Jack Kramernek elérniük, hogy a következő év amatőr wimbledoni tenisztornája után szervezzenek egy profi tornát is Wimbledonban. A BBC2 szponzorálásával 1967 augusztusában meg is rendezték a tornát, amelyen 8 hivatásos teniszező indulhatott. A torna akkora sikerrel járt a közönség és a televíziónézők körében, hogy Herman David, Wimbledon akkori igazgatója elhatározta, hogy a következő év (1968) hagyományos Wimbledonja nyitott lesz: mindenki, a hivatásos teniszezők is indulhatnak rajta. 1968. március 30-án a nemzetközi teniszszövetség, az ITF beleegyezett abba, hogy néhány torna (köztük elsőként 1968 áprilisában egy Bournemouthban rendezett bajnokság) nyitott legyen. De az eredmények ellenére a szövetség és a profizmus támogatói között tovább folytatódott a harc: még négy évig várni kellett arra, hogy a tenisz teljesen nyílttá váljon.

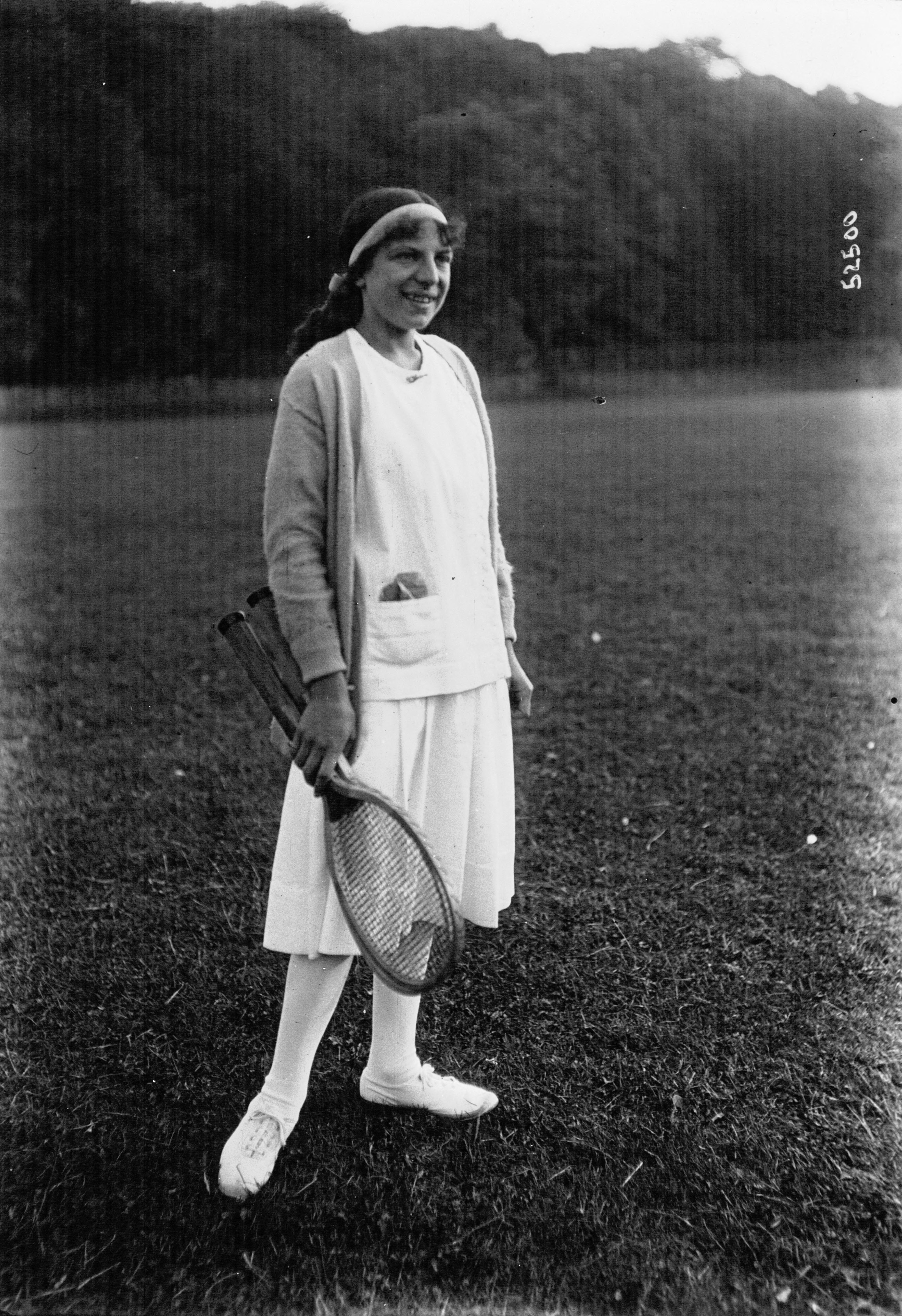
Suzanne Lenglen az 1914-es világbajnokságon

1972 szeptemberében a US Openen, az év egyetlen olyan Grand Slam-tornáján, ahol a világ összes legjobb játékosa jelen volt, a teniszezők – hogy ne kelljen vezetőiktől függniük – létrehozták az első olyan testületet, amelyhez mindenki csatlakozhatott, az ATP-t (Association of Tennis Professionals). Ez a szövetség a korábbiakkal együttműködve létre akart hozni egyéves versenysorozatot (ATP Tour), s ezt a célt 1972-ben el is érte. A szervezet – amelynek irányítása egyébként hamar kicsúszott a játékosok kezei közül – irányította ettől fogva az összes nagyobb kezdeményezést, leszámítva a Grand Slam-tornákat és a Davis-kupát, amelyeknek rendezési joga továbbra is a nemzetközi szövetség és a nemzeti teniszszövetségek kezében volt. 1973. augusztus 23-án az ATP létrehozta az első világranglistát: a történelem első világelső teniszezője Ilie Năstase lett. A nőknél 1975. november 3. óta vezetik a világranglistát, amelyen elsőként Chris Evert szerepelt az élen.
Suzanne Lenglen, az első jelentős női teniszező nagyban hozzájárult a női tenisz sikeressé tételéhez. 1914–1926 között 31 Grand Slam-győzelmet ért el. 1926-ban Cannes-ban megnyerte az „évszázad meccsét” a következő évek nagy sztárja, Helen Mills ellen, majd egy évvel később visszavonult az amatőrök közül, és az „első hivatásos turné” kampányának élére állt Észak-Amerikában. Ennek ellenére a női tenisz még sokáig nem nyert létjogosultságot, az 1960-as évek végéig kellett várni arra, hogy a teniszezőnők beleszólhassanak az események sorába. A férfi teniszezők szövetségének, az ATP-nek a létrejöttét követően 1970. szeptember 23-án kilenc női versenyző egy dolláros szerződést kötött Gladys Heldman amerikai sportújságírónővel a Virginia Slims Invitational versenysorozaton való részvételre. Ezzel kiváltak az addigi versenysorozatból, és saját női tornákat szerveztek. 1973-ban Billie Jean King kezdeményezésére az ATP mintájára létrejött a WTA (Women’s Tennis Association) is, ami egyben a hivatásos női tenisz létrejöttét is jelentette.

### Az „open era”
A modern, professzionális tenisz 1968-ban, az „open erá”-val (hivatásos, profi kor) kezdődött, amikortól a hivatásos teniszezők is indulhattak a különböző tornákon. Az év négy legnagyobb tenisztornája, a Grand Slam-tornák megnyitották kapuikat a hivatásos teniszezők előtt is. A sport lépésről lépésre amatőrből profivá válik. Ekkortól tekinthetjük a sportot modernnek, s ekkor kezdődik meg a statisztikák, rekordok számontartása is. A férfi és női tenisz legfőbb célja a Grand Slam elérése lett: egy naptári éven belül megnyerni mind a négy Grand Slam-tornát. Don Budge már korábban teljesítette ezt, de ekkor még a profi teniszezők nem vehettek részt a bajnokságokon. Rod Lavernek kétszer is sikerült a Grand Slam: az első még a profi kor előtt (1962), a második azonban már 1969-ben. A nők között két versenyzőnek sikerült: Margaret Smith Courtnak (1970) és Steffi Grafnak (1988).

### Kiemelkedő magyar eredmények a Grand Slam-tornákon
A Grand Slam-tornákon a magyar versenyzők közül a Roland Garroson egyéniben 1. helyezést ért el Asbóth József (1948) és Körmöczy Zsuzsa (1958), párosban Taróczy Balázs (1981) és Temesvári Andrea (1986). Taróczy párosban Wimbledonban is győzni tudott, 1985-ben.
A junior versenyzők közül 2000-ben Kapros Anikó az Australian Open, 2005-ben Szávay Ágnes a Roland Garros, 2010-ben Fucsovics Márton Wimbledon, 2015-ben Gálfi Dalma a US Open versenyén szerezte meg az első helyet, 2017-ben pedig Piros Zsombor az Australian Open-en lett első.

## A tenisz nemzetközi szervezetei

### International Tennis Federation (ITF)
A Nemzetközi Teniszszövetség (ITF) az 1913. március 1-jén Párizsban 12 nemzet képviselőinek részvételével alakult International Lawn Tennis Federation (ILTF) szervezet jogutódja. A névből 1977-ben törölték a Lawn szót. A szervezet 1923-ban hozta létre első alapszabályát. Jelenleg érvényes Alapszabályzatát 2015-ben alkották meg.

### Association of Tennis Professionals (ATP)
Az Association of Tennis Professionals (ATP)  1972-ben alakult meg a profi férfi teniszezők érdekeinek képviseletére. 1990-ben ez a társaság vált az év férfi tenisztornáinak (ATP World Tour) szervezőjévé. Versenysorozatának részei a Grand Slam-tornák, az ATP Masters 1000-es tornák, az ATP 500-as tornák, az ATP 250-es tornák, a Challenger-tornák, valamint a szezont záró ATP World Tour Finals, amelyet az ITF-fel közösen rendeznek.

### Women’s Tennis Association (WTA)
A Women’s Tennis Association (WTA) 1973-ban alakult meg a profi női teniszezők érdekeinek képviseletére. A WTA Tour szervezi az év női tenisztornáit. Versenysorozatának részei a Grand Slam-tornák, a WTA Premier tornák, a WTA International tornák, valamint a szezont záró WTA Finals az év során legjobban szereplő nyolc játékos részvételével, amelyet az ITF-fel közösen rendeznek.

## Csapatversenyek

### Davis-kupa
A Davis-kupa az első nemzetközi jellegű férfi csapatverseny a teniszben, amelyet 1900 óta rendeznek meg. A versenyben országok férficsapatai versengenek egymással, egyéni és páros küzdelmeket vívnak. Minden Davis-kupa-mérkőzés öt meccsből, négy egyéni és egy páros mérkőzésből áll. Először a csapatok egyéni versenyzői játszanak egymással (az első helyen jelölt versenyzők és a második helyen jelölt versenyzők), majd páros mérkőzéssel folytatódik. Végül az első helyen jelölt versenyzők játszanak az ellenfél második helyen jelölt versenyzőivel.

### Fed-kupa
A férfiak Davis-kupa versenyének mintájára 1963-ban, a nemzetközi teniszszövetség (ITF) megalakulásának 50 évfordulója tiszteletére indították el a Fed-kupát, amely a sportág első nemzetközi jellegű női csapatversenye. A Fed-kupa mérkőzések a Davis-kupához hasonlóan öt meccsből, két-két egyéni és egy páros mérkőzésből állnak.

### Hopman-kupa
A Hopman-kupa egy minden év januárjában megrendezett nemzetközi tenisztorna az ausztráliai Perth városában. A kupa találkozóin két egyes és egy vegyes páros mérkőzést játszanak. A Hopman-kupa létrejöttét 1989 júniusában jelentették be, és december végén már meg is rendezték az első versenyt.

## Egyéni versenyek

### Grand Slam-tornák
A Grand Slam-tornák a négy legrangosabb teniszverseny összefoglaló neve:
- Australian Open – Melbourne, Ausztrália, kemény pálya
- Roland Garros – Párizs, Franciaország, salakpálya
- Wimbledon – London, Nagy-Britannia, füves pálya
- US Open – Flushing Meadows, Egyesült Államok, kemény pálya.

Magukat a tornákat is szokás röviden Grand Slamként emlegetni, de hagyományos értelemben a „Grand Slam” azt jelenti, ha egy teniszező egy naptári évben mind a négy Grand Slam-tornát megnyeri. Ez rendkívül ritka, a női teniszezők közül csak az amerikai Maureen Connolly (1953), az ausztrál Margaret Smith Court (1970) és a német Steffi Graf (1988), míg a férfiak közül a amerikai Donald Budge (1938) és az ausztrál Rod Laver (1962 és 1969) volt képes erre.

### Professzionális tenisztornák
Pro Championships
Az open era előtt a profi teniszjátékosok számára, akik nem vehettek részt a kizárólag amatőrök számára rendezett Grand Slam-tornákon, külön rendeztek profi bajnoki versenyeket. Az amatőr versenyekhez hasonlóan a legnagyobbak közé tartozott az US Pro Tennis Championship (amerikai profibajnokság) (1927–1967), a French Pro Championship (francia profibajnokság) (1930–1967), valamint a Wembley Championship az angol profibajnokság (1934–1967).
A US Pro Tennis Championship a profi teniszezők részére 1927–1967 között került megrendezésre, majd az open eraban 1970–1977 között a Grand Prix Super Series versenysorozat része volt. Ezt követően 1990-ig a verseny nem tartozott az ATP versenyei  közé, csak 1997-1999 között szerepelt az ATP World Series versenynaptárában. A versenyt a legtöbb alkalommal, nyolcszor Pancho Gonzales nyerte.
A French Pro Championship 1930–1968 között került megrendezésre, az 1968-as torna már az open era részeként. A mérkőzéseket 1963-ig a Roland Garros nyílt salakos pályáján játszották, 1963–1967 között fedettpályára költözött a Pierre de Coubertin faborítású csarnokába. A versenyen legtöbbször Ken Rosewall szerezte meg az első helyet, nyolc alkalommal.
A Wembley Pro 1934–1967 között a profi teniszezők Grand Slamjének része volt. A legtöbbször, hat–hat alkalommal Ken Rosewall és Rod Laver diadalmaskodott a versenyen.  A versenyt a Wembley Arenaban (akkori nevén Empire Pool) rendezték. 1970-ben ez volt a Grand Prix Tennis Tour utolsó előtti eseménye.
Bristol Cup (1920–1932)
A francia Riviérán, Mentonban, Cannes-ban rendezett profi teniszversenyt francia profibajnokságnak is nevezték, és az 1920-as évek legfontosabb versenyének számított. 1930–1932 között párhuzamosan zajlott a French pro Championshippel, majd ez utóbbi átvette a helyét. A legtöbb alkalommal a csehszlovák Karel Koželuh szerezte meg az első helyet, hatszor győzött 1926 és 1932 között.
Professzionális világbajnokság
Ilyen néven 1927–1928-ban a londoni Queens Clubban (Professional Championship of the World) és 1932–1933-ban Berlinben (World Pro Championship) rendeztek versenyt. Az angol versenyen 1927-ben az angol Daniel Maskell, 1928-ban a francia Robert Ramillon győzött.
A berlini versenyt 1911 és 1952 között rendezték meg German Pro Championship (német profi bajnokság) néven, ezek közül az 1932-est és az 1933-ast világbajnokságként tartja számon a tenisztörténelem. 1932-ben a francia Martin Plaa, 1933-ban a német Hans Nüsslein győzött.
Nagy-Britannia nemzetközi profibajnoksága
International Pro Championship of Britain néven 1935–1939 között az angliai Southportban rendeztek kizárólag profi versenyzők részére salakpályás versenyt. Az öt alkalommal megrendezett versenyből négyszer a német Hans Nüsslein győzött.
Amerikai profi keménypályás bajnokság
1945–1946-ban megrendezett verseny (U.S. Pro Hard Courts), amely a háború befejező évében az egyetlen jelentős profi verseny volt a világon. Mindkét alkalommal Bobby Riggs szerezte meg az első helyet.
Philadelphia Indoor Pro
1950–1952 között rendezték Philadelphiában a fedettpályás profi tornát. 1950-ben és 1952-ben Pancho Gonzales, 1951-ben Jack Kramer győzött.
Australian Pro
1954–1966 között Ausztrália keleti és nyugati partjának több városa volt a helyszíne az ausztrál nemzetközi profi bajnokságnak. 1965-ben és 1966-ban Adelaide és Perth is rendezett versenyt. A legtöbbször, négy alkalommal Rod Laver szerezte meg az első helyet.
Tournament of Champions
A versenyt 1956-ban Los Angelesben, 1957–1959 között New Yorkban rendezték meg. 1968-ban még egyszer felélesztették Jack Kramer’s Tournament of Champions néven, amelynek a Wembley Aréna adott otthont. Az öt versenyből három alkalommal (1956, 1957, 1958) Pancho Gonzales szerezte meg az első helyet. 1959-ben Lew Hoad, 1968-ban Ken Rosewall győzött.
Masters Pro
Körmérkőzéses verseny Los Angelesben 1957–1959-ben és 1964–1965-ben. Az öt verseny közül Pancho Gonzales két alkalommal győzött, és másik két alkalommal szerepelt a döntőben.
Madison Square Garden Pro
Először 1954-ben rendezték meg, amelyen Pancho Gonzales győzött. Hosszabb szünet után 1966–1969 között rendezték meg ismét. A négy alkalomból Rod Laver kétszer győzött és még egy alkalommal a döntő résztvevője volt. Az 1968-as és az 1969-es verseny már az open era versenysorozat része volt.
Forest Hills Pro
A tornára 1966. júniusban került sor a West Side Tennis Club füves pályáján. A győzelmet Rod Laver szerezte meg.
Wimbledon Pro
1967-ben az open era közvetlen előzményeként a BBC szponzorálásában létrejött torna. Ez volt az első alkalom, hogy profi teniszezők játszhattak Wimbledon gyepén. A győzelmet Rod Laver szerezte meg. Egyéniben a nyolc játékos kieséses versenyén Rod Laver győzött, párosban Pancho Gonzales és Andrés Gimeno szerezte meg az első helyet az induló négy páros versenyében.
Pro Tours
A profi teniszezők, különösen a korai időszakban, amikor a versenyek száma még nem volt jelentős, rendszeresen turnéztak egy vagy több társukkal bemutatómérkőzéseket tartva. E korszak legismertebb turnézó játékosai az olimpiai bajnok Vincent Richards és a női teniszlegenda, szintén olimpiai bajnok, többszörös Grand Slam-tornagyőztes Suzanne Lenglen voltak.

### Az open era versenyei

#### ATP-versenyek
Grand Prix-sorozat
1970–1989 között rendezett versenysorozat, amely az ATP Masters Series elődje. A versenysorozat egyes versenyein a játékosok a verseny nehézségétől és az elért eredménytől függően bizonyos számú pontot kaptak. A Grand Prix nyertese az lett, aki az év során a legtöbb pontot szerezte. Ő kapta az egyes versenyek díjaihoz képest jelentős mértékű fődíjat. Az első Grand Prix győztese az amerikai Cliff Richey lett, Arthur Ashe és Ken Rosewall előtt. A Grand Prix-sorozat 20 éves története során a legtöbbször, öt alkalommal Ivan Lendl nyerte el a nagydíjat. A Grand Prix-versenyeken elért pontok nem voltak azonosak az ATP-világranglistáján elszámolt pontokkal, így az adott évben a Grand Prix-győztes és a világranglista első helyezettje eltérhetett egymástól.
Championship Series
A kilenc legrangosabb Grand Prix-verseny alkotta 1990–1995 között a Championship Series  versenysorozatot. A versenysorozat neve 1996–1999 között Super 9 volt, 2000–2004 között a Tennis Masters Series, majd 2009-ig az ATP Masters Series nevet viselte. A jelenlegi neve ATP World Tour Masters 1000. A Masters tornák a legrangosabb tornák a négy Grand Slam-torna és az ATP World Tour Finals után.
Az alacsonyabb díjazású 13 versenyből álló sorozat neve ATP World Tour 500 Series. Az elnevezésben szereplő 500 arra utal, hogy az egyéni verseny győztese 500 világranglistapontot kap. A legjobb játékosoknak kötelező legalább öt ilyen tornán részt venni, ebből egynek a US Open után kell lennie.
Az ATP World Tour 250 Series versenysorozat tornái 2009 óta részei az ATP éves versenynaptárának. Díjazása alacsonyabb az 500-as sorozaténál, és a győztes 250 ranglistapontot szerezhet.
Ranglistapont szerezhető a fenti versenyeken kívül az ITF által szervezett versenyeken, az olimpián és a Davis-kupa csapatversenyen is. Az évad zárásaként kerül sor az ATP World Tour Finalsra, a világranglista első nyolc helyezettje között.

#### WTA-versenyek
Az 1973-ban alakult WTA versenysorozata a WTA Tour. Az éves versenysorozat a négy Grand Slam-tornából, összesen 21 WTA Premier tornából áll, amelyek közül négy úgynevezett Premier Mandatory torna, öt torna úgynevezett Premier 5-ös torna és 12 Premier torna. A WTA International tornák közé 32 nemzetközi verseny tartozik. Az évad zárása a WTA Finals, amely a világranglista első nyolc helyezettjének részvételével zajlik. E tornákon kívül világranglistapont szerezhető az ITF által szervezett nyári olimpiai teniszversenyen, valamint Pro Circuit-versenyeken is. Az élvonalbeli versenyzők nagyobb számú részvétele érdekében tervezik, hogy a férfiaknál a Davis-kupában szerezhető egyéni ATP-ranglistapontokhoz hasonlóan a Fed-kupa versenysorozatán való eredményekért is járjon a világranglistába beszámító ranglistapont.

## Teniszhírességek csarnoka
1954-ben Jimmy van Alen megalapította a Teniszhírességek Csarnokát (International Tennis Hall of Fame), amely egy nonprofit múzeum Newportban, Rhode Islanden. Az épület a legnevesebb egykori teniszezők relikviáit tartalmazza, bemutatva életútjukat. Évente ünnepélyes ceremónia kíséretében választják meg az új tagokat. Az International Hall of Fame honlapja tartalmazza az eddigi tagok névsorát és életútját.